# 東京インターネット
東京インターネット株式会社（英文商号：TOKYO INTERNET Corp.）は、かつて存在した電気通信事業者、インターネットサービスプロバイダ（ISP）。1998年10月にPSINetに買収され、日本法人のピーエスアイネット株式会社に吸収。PSINetの経営破たんに伴い、2002年8月にケーブル・アンド・ワイヤレスIDC（現：ソフトバンクIDC）に吸収合併された。

## 歴史
- 1994年12月に、会員向けにUUCPによるインターネット通信サービスを行っていた、UNIXを用いたビジネス普及のための業界団体UBA(Unix Business Association)が母体となり、独立系ISPとして創業された[1][2]。
  - 大株主にはセコムがいた。
  - 当時NSPIXP1、JPIXに接続を持ち、TokyoNet.AD.JPのドメインを取得していた。
  - 特別第二種電気通信事業者 [登録第47号(国際33)
  - AS番号は2521
  - 一時期法人顧客数ナンバー1を誇った事もあった。
  - 専用線が主なサービスであったが、東京サーバーファーム(tokyoweb.or.jp。CrayFishが運用)、従量制ダイアルアップ(egg.or.jp)、プリペイド型ダイアルアップ(みてねっと)等のサービスを提供していた。
  - インターネットバックボーンをいち早く二重化し、安定したサービス提供をしていた。
- 1998年10月 米国PSINetに買収され、ピーエスアイネット株式会社に吸収された[3][4]。
- 2001年12月 PSINet(Japan)の親会社である米国PSINet（en）は、連邦倒産法に基づく再建手続中に、PSINet(Japan)を英国ケーブル・アンド・ワイヤレス（C&W）へ720万ポンド（約13億円）で売却すると発表した。
  - 実際の運営はC&Wの日本子会社であるケーブル・アンド・ワイヤレスIDC(C&W IDC)にて行われた。
- 2002年8月 ケーブル・アンド・ワイヤレスIDC－I（旧PSINet）と共にC&W IDCに吸収合併され解散。

## 事業所
かつて存在した事業所
- 本社：東京都新宿区新宿2-3-10 新宿御苑ビル 5F
- 本社営業：東京都新宿区新宿3-1-1 世界堂ビル 8F
- 関西支社：大阪府大阪市西区靱本町1-16-20 本町アートスクエア 3F
- 札幌営業所：北海道札幌市中央区大通り西3丁目11番地 北洋ビル 10F
- 名古屋営業所：愛知県名古屋市中村区名駅南1-17-29　広小路ESビル 5F
- 広島営業所：広島市南区的場町1-3-1 広島的場ビル5F
- 福岡営業所：福岡県福岡市博多区博多駅前3-16-10 興産ビル 3F